# Singh Is Bliing
Singh Is Bliing é um filme bollywoodiano de comédia de ação realizado por Prabhu Deva e produzido por Ashvini Yardi e Jayantilal Gada na Grazing Goat Pictures e Pen India Pvt. Ltd. Foi protagonizado por Akshay Kumar, Amy Jackson, Lara Dutta e Kay Kay Menon. Foi exibido na Índia a 2 de outubro e em Moçambique a 9 de outubro de 2015.

## Elenco
- Akshay Kumar como Raftaar Singh[7]
- Kay Kay Menon como Mark
- Amy Jackson como Sara
- Lara Dutta como Emily
- Pradeep Rawat como Kripal Singh
- Anil Mange como Pappi
- Arfi Lamba como Pompi
- Rati Agnihotri como Mãe de Raftaar
- Yograj Singh como Pai de Raftaar
- Kunal Kapoor como Pai da Sara[8]
- Sunny Leone